# مؤشر
المؤشر هو أداة تقييم واتخاذ قرار (تعديلات التوجيه والتصحيح الرجعية) التي من خلالها سنكون قادرين على قياس حالة أو اتجاه بطريقة موضوعية نسبيًا وفي وقت معين أو فضاء معين. المؤشر «النوعي» أو «الكمي» يصف عمومًا بأنه حالة ضغط أو استجابة لا يمكن أن يؤخذ فيه قرار مباشرةً.